# Logania sora
Logania sora är en fjärilsart som beskrevs av Hans Fruhstorfer 1915. Logania sora ingår i släktet Logania och familjen juvelvingar. Inga underarter finns listade i Catalogue of Life.